# The Phoney Cannibal
The Phoney Cannibal è un cortometraggio muto del 1915 diretto da Chance Ward.

## Trama
Credendo di aver ucciso incidentalmente la padrona di casa, Ham scappa via insieme a Bud, travestiti uno da esploratore, l'altro da cannibale.

## Produzione
Il film fu prodotto dalla Kalem Company.

## Distribuzione
Distribuito dalla General Film Company, il film - un cortometraggio di una bobina - uscì nelle sale cinematografiche USA il 27 aprile 1915.
Il film è stato distribuito in VHS dalla Grapevine Video e, nel 2006, è uscito in DVD pubblicato dalla Looser Than Loose Publishing.